# Miami (rivier)
De Miami (Engels: Miami River) is een rivier in de Amerikaanse staat Florida die ontspringt in de Everglades en door de stad Miami loopt, inclusief Downtown. De 8,9 km lange rivier stroomt vanaf het eindpunt van het Miami Canal bij Miami International Airport naar Biscayne Bay. Het was oorspronkelijk een natuurlijke rivier met aan de monding het woongebied van de Tequesta-indianen, maar hij werd gebaggerd en is nu vervuild tijdens zijn route door Miami-Dade County. De monding van de rivier is de thuisbasis van de haven van Miami. Het is de druk van de haven en veel andere bedrijven om de rivier te onderhouden die heeft bijgedragen aan het verbeteren van de toestand van de rivier.

## Etymologie
Hoewel algemeen wordt aangenomen dat de naam is afgeleid van een Indiaans woord dat "zoet water" betekent, komt de vroegste vermelding van de naam van Hernando de Escalante Fontaneda, een gevangene van Indianen in Zuid-Florida gedurende 17 jaar, toen hij verwees naar wat nu Lake Okeechobee is als het "Meer van Mayaimi, dat Mayaimi wordt genoemd omdat het erg groot is". De Mayaimi-indianen zijn vernoemd naar het meer, waar ze naast woonden. Spaanse geschriften verwijzen naar de cacique van "Maimi" in een groep van 280 Indianen uit Florida die in 1710 in Cuba aankwamen. Rapporten over een Spaanse missie naar Biscayne Bay in 1743 vermelden "Maymies" of "Maimíes" die in het gebied leven. De rivier staat ook bekend als de Garband-rivier, Rio Ratones, Fresh Water River, Sweetwater River en Lemon River. De rivier is sinds de Tweede Seminole Oorlog van 1835-1842 bekend als de Miami.

## Natuurlijke rivier

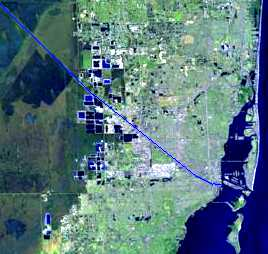
Kaart van Miami, Florida met de rivier in blauw

In zijn oorspronkelijke natuurlijke staat begon de rivier met stroomversnellingen gevormd door water uit de Everglades dat over een rotsachtige rotsflank stroomt 6,4 km van zijn monding. Frederick H. Gerdes berichtte in 1849 in de United States Coast Survey dat "het water van de stroomversnellingen in het bovenste deel tot de monding in de baai van Key Biscayne zo'n 1,9 m boven het zeeniveau bij eb is." De stroomversnellingen werden verwijderd toen het Miami Canal werd gebaggerd in een poging de waterafvoer in het waterrijke gebied te verbeteren.
De rivier is gevorkt in een North Fork en een South Fork zo'n 4,8 km van de monding. Elke vork verlengde zich slechts 1,6 kilometer naar stroomversnellingen die de rand van de Everglades markeerden. De North Fork had een grotere stroom en hogere val over zijn stroomversnellingen. 2,4 km van de monding van de rivier mondde een zijrivier aan de noordkant in de Miami, Wagner Creek, ongeveer 3,2 km lang. De rivier de Miami werd ook gevoed door verschillende bronnen, waaronder enkele in de bedding van de rivier. De stroming was variabel en in tijden van droogte stroomde de rivier niet.

## Baggeren en vervuiling

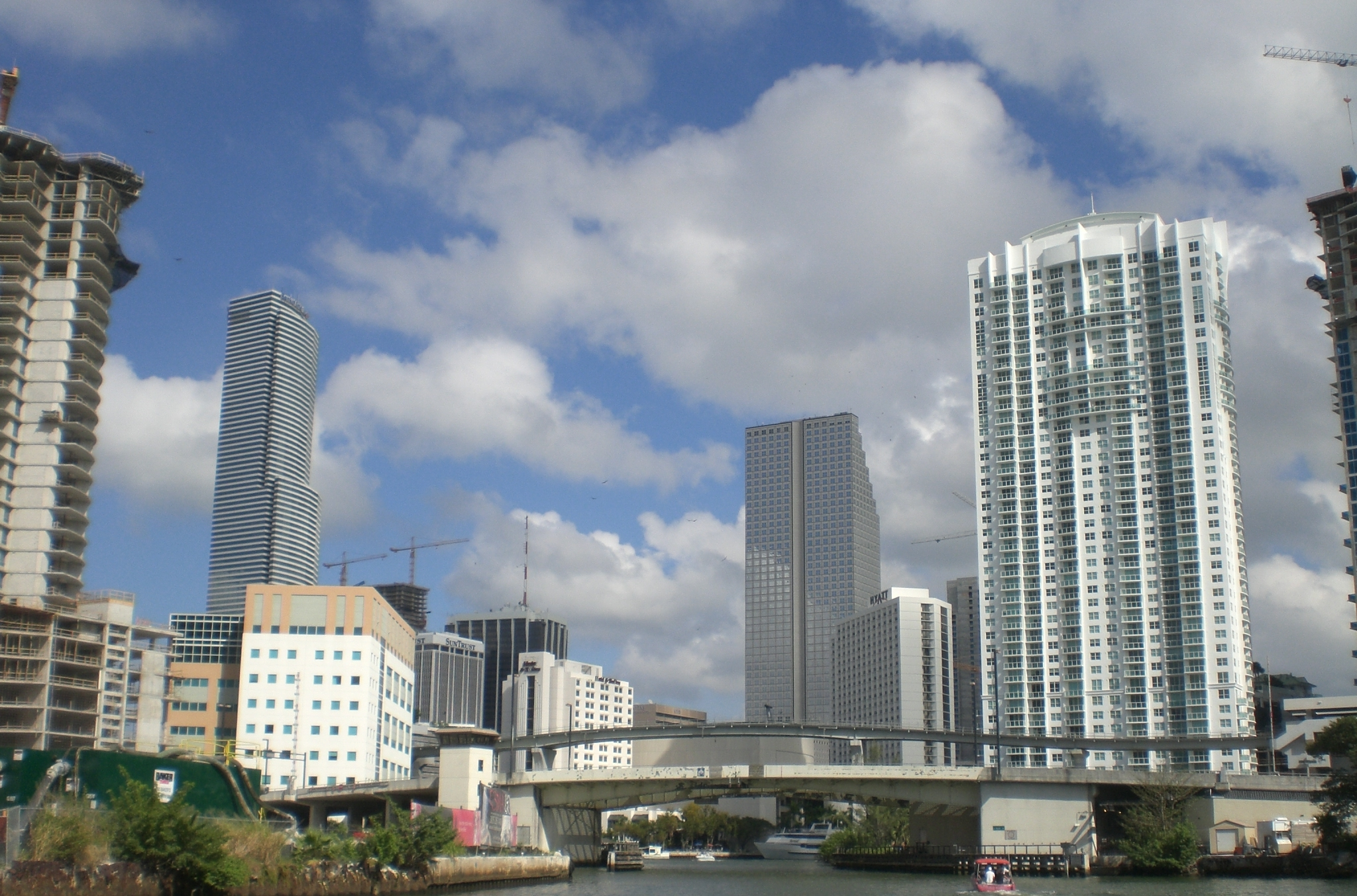
De Miami River in 2007

Aanpassing van de rivier werden structureler met de aanleg van de Florida East Coast Railway tot in Miami in 1896. Er werd veel gebaggerd en opgevuld langs de rivier. De stroomversnellingen aan het hoofd van de South Fork werden in 1908 verwijderd. Van 1909 tot 1912 werd het Miami Canal gegraven, voorbij de stroomversnellingen aan het hoofd van de North Fork. Het kanaal werd voor het grootste deel van de bouwperiode afgedamd van de rivier. Toen het kanaal in maart 1912 werd geopend voor de rivier, spoelden grote hoeveelheden Everglades- mest en fijngemalen steen uit het baggeren langs de rivier weg. Als gevolg daarvan moest de lagere rivier driemaal worden gebaggerd in twee jaar.
Het baggeren van de rivier en de kanalen die verbonden zijn met de rivier ging door tot in de jaren dertig. Het verdiepen van de Miami (en andere stromen en kanalen die in de Biscayne Bay mondden), evenals de afwatering van de Everglades, wat een belangrijk doel van het baggeren was, leidde tot zoutwaterintrusie in het gebied, waardoor de drinkwaterputten onbruikbaar werden. Tegen de jaren 40 werden er dammen geïnstalleerd op de kanalen die naar de Miami leidden om te voorkomen dat zout water het binnenland in zou stromen.
De Miami River werd ook vervuild. In 1897 werd Miami's eerste riool direct op de rivier aangesloten. In de jaren vijftig loosden 29 riolen ongezuiverd rioolwater in de rivier. Dade County bouwde in de jaren vijftig een rioolwaterzuiveringsinstallatie op Virginia Key en verbond rioolpijpen met onbehandeld afvalwater met de installatie, ontkoppeld van de rivier.

## Zakelijk gebruik

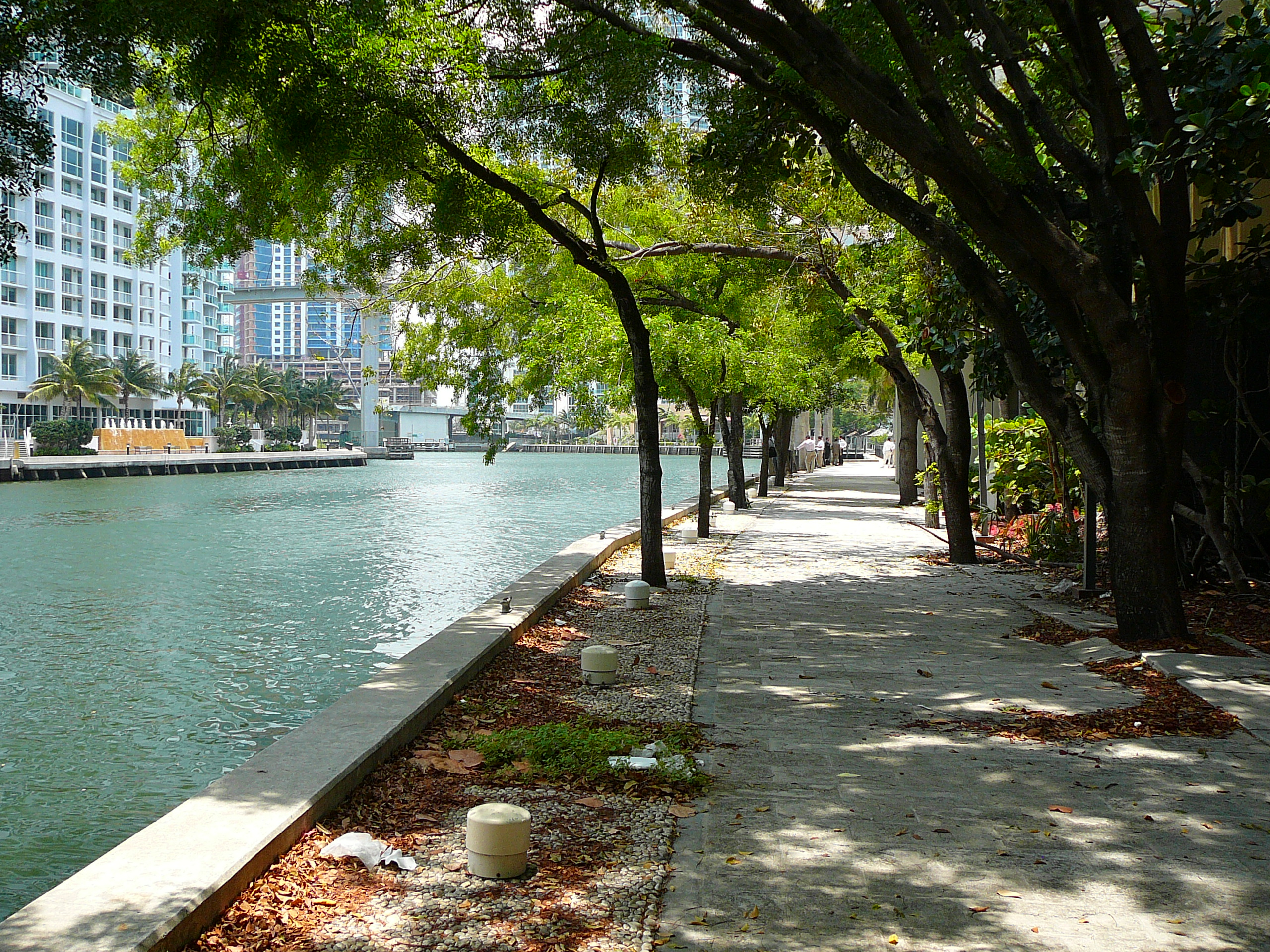
De nieuwe Miami Riverwalk afgewerkt in mei 2008, waar voetgangers langs de rivier kunnen lopen, kunnen dineren in verschillende cafés en winkelen in verschillende boetieks.

De handel op het water via de haven van Miami verdubbelde tussen een jaarlijks niveau van ongeveer 250.000 short ton in de vroege jaren zeventig tot ongeveer 500.000 in de eerste jaren van de 21e eeuw. Bij deze handel via de haven domineert de export, goed voor meer dan 75% van het totaal. In de jaren '70 van de vorige eeuw bedroeg de export gemiddeld 56% van het totaal. De meeste buitenlandse handel van Miami River is met de nabijgelegen landen van de Caraïben, met name de Dominicaanse Republiek, Haïti en de Bahama's, wat de geschiktheid van de Miami River voor ondiepe schepen met diepgang weerspiegelt die de vele ondiepe trekhavens in het Caribisch gebied bedienen.
De Miami River is al lang de thuisbasis van vele kleine vrachtterminals waar kleinere schepen (tot ongeveer 70 meter) langskomen om lading te laden, waarvan het grootste deel bestemd is voor havens in de Bahama's en verschillende Caraïbische landen. Het is ook een gebied langs waar allerlei soorten smokkelwaar met onder meer illegale drugs maar ook mensenhandel met illegalen de Verenigde Staten binnen komen. Vanwege voortdurende inspanningen van de United States Coast Guard, de U.S. Immigration and Customs Enforcement (ICE), de Drug Enforcement Administration (DEA) en andere agentschappen is de illegale handel de afgelopen jaren tot een minimum beperkt.
Hoewel het deel van de rivier van Northwest 36th Street tot de monding nog steeds vervuild is, is dit aanzienlijk verbeterd door een strikte handhaving van zowel de internationale als de Amerikaanse wetgeving met betrekking tot lozing van olie en rioolwater door schepen, evenals wetten die industriële dumping aanpakken. Van de modderige bodem wordt echter nog steeds gemeld dat deze in aanzienlijke hoeveelheden ongewenste stoffen bevat.
In het verleden werden veel schepen die aan het einde van hun laatste reis in de rivier waren afgemeerd, verlaten en op den duur zonken. Deze wrakken leidden tot vervuiling, gevaren voor de scheepvaartnavigatie. Veel van de gezonken schepen zijn later weer opgeruimd.
De US Coast Guard, beschikkend over de autoriteit van Port State Control, handhaaft krachtig de vele internationale en nationale voorschriften met betrekking tot veiligheidsuitrusting, constructie, onderhoud en bemanning van schepen die alle Amerikaanse havens inclusief deze aan de Miami River binnenlopen, waarbij vrijwel alle ondermaatse schepen uit de haven zijn verwijderd.
In de afgelopen jaren werd de belangengroep Miami River Group gevormd door de plaatselijke zakelijke entiteiten langs de rivier, met het besef dat ze gemeenschappelijke belangen hadden. De groep werkt nauw samen met lokale wetshandhavingsinstanties, de Amerikaanse kustwacht, ICE en anderen om duidelijke kanalen voor communicatie en samenwerking te handhaven. De Port of Miami fungeert nu als een haven met tal van havenfaciliteiten en ondersteunende entiteiten zoals scheepvaartagenten, landmeters, consultants, scheepsarchitecten en ingenieurs, en scheeps- en machinebedrijfsherstelbedrijven.
Veel van de schepen die vanuit de Miami River vertrekken, vervoeren lading naar havens in Haïti, waaronder Port-au-Prince, Miragoâne, Cap-Haïtien, Port-de-Paix, Saint-Marc, Gonaïves en Jacmel. Hun lading bestaat meestal uit droge voedingsmiddelen zoals bonen en rijst, ingeblikte goederen, kleding, huishoudelijke artikelen en apparaten, en gebruikte auto's, vrachtwagens en bussen.
In het verleden waren sommige van de vrachtterminals aan de rivier wetteloze zones. Rechtshandhavings- en regelgevende instanties hebben het merendeel van dat soort activiteiten verdreven. Toen de International Ship and Port Security Code en de US Maritime Transportation Act van 2002 van kracht werden (en in de aanloop naar deze wetgeving) op 1 juli 2004, werden de meeste opportuniteiten voor criminele activiteiten geëlimineerd.
Sommige van de terminals en andere activiteiten met betrekking tot vrachtvervoer aan de "onderkant" van de rivier nabij het centrum van Miami zijn verdwenen of verder stroomopwaarts verplaatst vanwege illegale scheepvaartactiviteiten. Het "lagere deel" van de rivier werd een zone met veel renovatie, stadsvernieuwing en -verbetering, hoogbouw voor hotels en residentiële complexen. Tot de gekendere projecten voor residentieel en gemengd gebruik langs de rivier behoren "Latitude on the River", "Mint at Riverfront", "River Oaks Marina and Tower" en "Terrazas Miami".
- Library of Congress Control Number: sh86006121
- National Archives and Records Administration: 10043672
- Nationale Bibliotheek van Israël: 987007565956705171
- Virtual International Authority File: 315128941